# Episodi di Flikken (nona stagione)
La nona stagione della serie televisiva Flikken è stata trasmessa in anteprima in Belgio dalla één tra il 9 marzo 2008 e il 1º giugno 2008.
| nº | Titolo originale             | Titolo italiano | Prima TV Belgio | Prima TV Italia |
| -- | ---------------------------- | --------------- | --------------- | --------------- |
| 1  | Ondergravers (1)             | inedito         | 9 marzo 2008    | inedito         |
| 2  | Ondergravers (2)             | inedito         | 16 marzo 2008   | inedito         |
| 3  | Van de doden niets dan goeds | inedito         | 23 marzo 2008   | inedito         |
| 4  | Gratuit geweld (1)           | inedito         | 30 marzo 2008   | inedito         |
| 5  | Gratuit geweld (2)           | inedito         | 6 aprile 2008   | inedito         |
| 6  | Toprendement (1)             | inedito         | 13 aprile 2008  | inedito         |
| 7  | Toprendement (2)             | inedito         | 20 aprile 2008  | inedito         |
| 8  | Water en vuur (1)            | inedito         | 27 aprile 2008  | inedito         |
| 9  | Water en vuur (2)            | inedito         | 4 maggio 2008   | inedito         |
| 10 | De plaag (1)                 | inedito         | 11 maggio 2008  | inedito         |
| 11 | De plaag (2)                 | inedito         | 18 maggio 2008  | inedito         |
| 12 | Tot op de bodem (1)          | inedito         | 25 maggio 2008  | inedito         |
| 13 | Tot op de bodem (2)          | inedito         | 1º giugno 2008  | inedito         |